# Vita Bohinc
Vita Bohinc (* 1949) ist eine ehemalige slowenische Badmintonspielerin. 

## Karriere
Vita Bohinc wurde 1970 erstmals Landesmeisterin in der Sozialistischen Republik Slowenien. Weitere Titelgewinne folgten 1972, 1973 und 1974. 1969 und 1971 siegte sie bei den Slovenian International, 1974 bei den Austrian International.

## Sportliche Erfolge
| Saison | Veranstaltung                                    | Disziplin   | Platz | Name                          |
| ------ | ------------------------------------------------ | ----------- | ----- | ----------------------------- |
| 1964   | SR Slowenien: Einzelmeisterschaften der Junioren | Mixed       | 1     | Janez Jereb / Vita Bohinc     |
| 1965   | SR Slowenien: Einzelmeisterschaften der Junioren | Mixed       | 1     | Slavko Županič / Vita Bohinc  |
| 1965   | SR Slowenien: Einzelmeisterschaften der Junioren | Damendoppel | 1     | Lučka Križman / Vita Bohinc   |
| 1966   | SR Slowenien: Einzelmeisterschaften der Junioren | Damendoppel | 1     | Marta Amf / Vita Bohinc       |
| 1967   | SR Slowenien: Einzelmeisterschaften der Junioren | Damendoppel | 1     | Marta Amf / Vita Bohinc       |
| 1969   | Slovenian International                          | Damendoppel | 1     | Marta Amf / Vita Bohinc       |
| 1970   | SR Slowenien: Einzelmeisterschaften              | Mixed       | 1     | Gregor Berden / Vita Bohinc   |
| 1971   | Slovenian International                          | Mixed       | 1     | Franz Beinvogl / Vita Bohinc  |
| 1972   | SR Slowenien: Einzelmeisterschaften              | Dameneinzel | 1     | Vita Bohinc                   |
| 1972   | SR Slowenien: Einzelmeisterschaften              | Damendoppel | 1     | Marta Amf / Vita Bohinc       |
| 1973   | SR Slowenien: Einzelmeisterschaften              | Mixed       | 1     | Stane Koprivšek / Vita Bohinc |
| 1973   | Austrian International                           | Damendoppel | 1     | Vita Bohinc / Lučka Križman   |
| 1973   | Austrian International                           | Dameneinzel | 1     | Vita Bohinc                   |
| 1974   | SR Slowenien: Einzelmeisterschaften              | Dameneinzel | 1     | Vita Bohinc                   |
| 1974   | SR Slowenien: Einzelmeisterschaften              | Damendoppel | 1     | Marta Amf / Vita Bohinc       |